# Helga Kotthoff
Helga Kotthoff (* 1953) ist eine deutsche germanistische Linguistin, die von 2009 bis 2019 eine Professur an der Albert-Ludwigs-Universität in Freiburg im Breisgau innehatte. Ihre Arbeitsschwerpunkte liegen im Bereich der Gesprächsforschung, der interaktionalen Soziolinguistik, der anthropologischen Linguistik, des Deutschen als Fremdsprache und der linguistischen Humor- und Genderforschung.

## Beruflicher Werdegang
Kotthoff promovierte 1988 an der Universität Konstanz mit einer Studie zu deutsch-amerikanischen interkulturellen Gesprächsstil-Unterschieden in argumentativen Gesprächen zwischen Studierenden und Lehrenden. Diese Arbeit wurde in dem Buch „Pro und Kontra in der Fremdsprache“ veröffentlicht.
1996 erlangte Kotthoff an der Universität Wien mit der Arbeit „Spaß Verstehen: Zur Pragmatik von konversationellem Humor“ die Habilitation.
Kotthoff war von  1988 bis 1991 Lektorin des Deutschen Akademischen Austauschdienstes in Tbilisi in Georgien. Es folgten zahlreiche Forschungsaufenthalte und anthropologisch-linguistische Studien zu genderisierten Alltagsritualen und mündlicher Poesie. Ein Schwerpunkt lag in der Betrachtung der Lamentationen, die Frauen auf Verstorbene als Teil von Trauerritualen praktizieren. Diese Betrachtung war Teil des Sonderforschungsbereichs 511 „Literatur und Anthropologie“ der deutschen Forschungsgemeinschaft an der Universität Konstanz.
Kotthoff nahm Professuren an der Hochschule Fulda und der Pädagogischen Hochschule Freiburg an und war Gastdozentin an den Universitäten Wien, Tbilisi und Konstanz.

## Forschungsprojekte
An der Universität Konstanz arbeitete Kotthoff von 1993 bis 1998 im Rahmen des „Kommunikationswissenschaftlichen Gender-Forschungsprojekt des Wissenschaftsministeriums Baden-Württemberg“ den Themenbereich „Kommunikative Konfliktpotentiale zwischen Frauen und Männern“. Von 2003 bis 2009 führte sie mit Joachim Appel und Rüdiger Voigt unter dem Titel „Erklären können“ empirische Untersuchungen zur Struktur und Qualität von Erklärungen in den Fächern Deutsch, Englisch und Mathematik durch. Seit 2016 erforscht sie die interaktionale Soziolinguistik schulischer Sprechstundengespräche. Das Projekt war bis 2019 terminiert.

## Publikationen

### Genderlinguistik
- mit Susanne Günthner: Von Fremden Stimmen. Weibliches und männliches Sprechen im Kulturvergleich. Suhrkamp, Frankfurt 1991, ISBN 978-3-518-11721-7.
- mit Susanne Günthner: Die Geschlechter im Gespräch. Kommunikation in Institutionen. Metzler, Stuttgart 1992, ISBN 978-3-476-00825-1.
- mit Ruth Wodak: Communicating Gender in Context.  Benjamins, Amsterdam 1997, ISBN 978-1-55619-804-5.
- mit Bettina Baron: Gender in Interaction. Benjamins, Amsterdam 2002, ISBN 978-90-272-5112-1.
- mit Damaris Nübling und Claudia Schmidt: Genderlinguistik. Einführung in Sprache, Gespräch und Geschlecht. Narr Francke Attempto, Tübingen 2018, ISBN 978-3-8233-6913-4.

### Linguistische Humorforschung
- Das Gelächter der Geschlechter. Humor und Macht in Gesprächen von Frauen und Männern. Fischer, Frankfurt 1988, ISBN 978-3-87940-537-4.
- Spaß Verstehen. Zur Pragmatik von konversationellem Humor. Niemeyer, Tübingen 1988, ISBN 978-3-484-31196-1.
- Irony, Quotation, and other Forms of Staged Intertextuality. Double or Contrastive Perspectivation in Conversation. In: Carl F. Graumann, Werner Kallmeyer (Hg.): Perspective and Perspectivation in Discourse. Benjamins,  Amsterdam 2002, ISBN 978-1-58811-295-8, S. 201–233.
- Edition of a special issue on gender and humor. In: Journal of Pragmatics. Band 38, Nr. 1, 2006, ISSN 0378-2166.
- mit Shpresa Jashari und Darja Klingenberg: Komik (in) der Migrationsgesellschaft. Universitätsverlag, Konstanz 2013, ISBN 978-3-86764-369-6.
- Mario Barths Komik der Geschlechterstereotypen: Sketch-Komik und Gender-Ideologie. In: Ingo Warnke, Ulrike Meinhof, Martin Reisigl (Hg.): Diskurslinguistik im Spannungsfeld von Deskription und Kritik. De Gruyter, Berlin 2014, ISBN 978-3-05-005843-6, S. 221–247.
- Linguistik und Humor. In: Uwe Wirth (Hg.): Komik. Ein interdisziplinäres Handbuch. Metzler, Stuttgart 2017, ISBN 978-3-476-02349-0, S. 112–122.